# O-Town (grupo musical)
O-Town (también escrito como OTWN y OTOWN) es una boy band estadounidense formada gracias a la primera temporada del reality de televisión Making the Band en 2000. El grupo estaba formado por Erik-Michael Estrada, Trevor Penick, Jacob Underwood, Ashley Parker Angel y Dan Miller. Ikaika Kahoano era originalmente parte de la banda, pero fue reemplazado por Miller después de abandonar el grupo.
Después de lanzar dos álbumes cerca del final de la moda de las boy bands a finales de los 90 y principios de los 2000, el grupo se separó en 2003.  El grupo era originalmente dirigido por Lou Pearlman durante su primera temporada en el reality, pero más tarde fue dirigido por Mike Cronin y Mike Morin para su álbum de debut y temporadas televisivas restantes. La banda volvió a unirse en el año 2013 (ya sin Ashley Parker Angel) para lanzar dos álbumes más hasta la actualidad. En 2022, la banda fue parte de la inspiración de la banda ficticia 4*Town, perteneciente a la película animada de Pixar, Turning Red.

## Miembros
Actuales
- Erik-Michael Estrada (2000–2003, 2013–presente)
- Dan Miller (2000-2003, 2013-presente)
- Jacob Underwood (2000–2003, 2013-presente)
- Trevor Penick (2000–2003, 2013–presente)

Antiguos
- Ashley Parker Angel (2000–2003)
- Ikaika Kahoano (2000)

## Discografía
Álbumes de estudio
- O-Town (2001)
- O2 (2002)
- Lines & Circles (2014)
- The O.T.W.N. Album (2019)

## Premios y nombramientos
| Año  | Premio             | Categoría                     | Trabajo      | Resultado | Ref.  |
| ---- | ------------------ | ----------------------------- | ------------ | --------- | ----- |
| 2001 | Teen Choice Awards | Choice Music: Breakout Artist | Ellos mismos | Ganadores | [ 2 ] |
| 2001 | Teen Choice Awards | Choice Music: Pop Group       | Ellos mismos | Nominados | [ 2 ] |